# Aerogiro Breguet-Richet
Il Breguet-Richet fu un velivolo sperimentale ad ala rotante multirotore di cui furono costruiti tre prototipi tra il 1907 e il 1908. Considerato un antenato dell'elicottero e dei moderni aerogiri, fu progettato dal pioniere dell'aviazione Louis Charles Breguet con l'aiuto del fratello minore Jacques e con il sostegno finanziario del suo padrino, il professor Charles Richet, eminente medico e fisiologo francese che ricevette anche il Premio Nobel per la medicina nel 1913, anch'esso annoverato tra i pionieri dell'aviazione francese, avendo progettato un aeroplano già nel 1896.
Va notato che, benché il suo costruttore si riferisca al velivolo classificandolo come "giroplane", esso non è quello che in italiano si definisce "giroplano" o "autogiro", poiché in esso il motore azionava direttamente, tramite organi di trasmissione, i rotori, che invece, in un autogiro propriamente detto, sono in folle e girano in condizioni di autorotazione.

## Prototipi

### Numero 1
L'aerogiro Breguet-Richet n° 1 fu costruito da Breguet nel 1907 ispirandosi a un progetto di Jules Verne, che immaginò questa tecnica di volo inserendola nel romanzo di fantascienza Robur il conquistatore (Robur le Conquérant). Nella primavera del 1907, dopo averne depositato il brevetto l'11 marzo dello stesso anno, Louis Breguet passò dal progetto teorico all'implementazione pratica e, nello stabilimento di famiglia, a Douai, realizzò il velivolo, che era formato da una struttura centrale in tubolari d'acciaio dove trovavano alloggio il pilota e il motore, un Antoinette V-8 da 45 hp e del peso di 170 kg, da cui partivano quattro bracci, anch'essi in tubolari d'acciaio, all'estremità dei quali erano presenti due rotori sovrapposti con quattro pale ciascuno, del diametro di 8,05 m, per un totale quindi di 8 rotori e 32 (4 × 8) elementi di sollevamento, aventi una superficie totale di 26 m², che venivano azionati dal motore tramite un sistema di catene. Il velivolo, alto 3,7 metri e pesante, a vuoto, circa 500 kg, occupava un'area quadrata di circa 402,2 m².
Terminata la costruzione alla fine di aprile, il velivolo effettuò i primi test tra maggio e giugno e infine, il 24 agosto 1907, nel cortile della fabbrica di Breguet, fu tentato il primo decollo. Il velivolo si staccò da terra fino a un'altezza di 60 cm, tuttavia non si trattò di un volo libero, dato che l'aerogiro era stabilizzato da quattro assistenti, essendo esso privo di mezzi di controllo se non l'acceleratore del motore. Dopo altri due test a settembre, il 20 delle stesso mese il velivolo, con a bordo l'ingegner Maurice Volumard, si staccò da terra fino ad arrivare a 1,5 metri di altezza. In quell'occasione, uno dei cavi di rinforzo dei bracci si ruppe, provocando il ribaltamento e la rottura di uno dei rotori. Considerando che il prototipo aveva dimostrato quello per cui era stato costruito, ossia la possibilità di decollare con un simile sistema, Breguet decise di non ripararlo e di passare alla fase successiva: una macchina in grado di decollare verticalmente e che poteva essere controllata in tutte le direzioni.

### Numero 2
Forte del successo del primo modello, nel 1908 Louis Breguet costruì il Breguet-Richet n° 2, la cui sagoma era più vicina a quella degli altri velivoli dell'epoca. Si trattava di un grande biplano con una classica fusoliera in cui era sita la cabina di pilotaggio, posta più avanti rispetto al piano delle ali. Tra i due piani delle ali fisse erano posti due doppi rotori di 7,85 m di diametro, uno per ogni lato della fusoliera, e inclinati di una dozzina di gradi, per un totale di 16 elementi di sospensione, contro i 32 dell'aerogiro n° 1. Il velivolo, dotato di un motore Renault da 41 kW (55 hp), aveva poi una struttura tubolare che sorreggeva le strutture dell'impennaggio, costituite da un ampio piano orizzontale e un altrettanto ampio timone.
Le prove di decollo del secondo modello del Breguet-Richet si svolsero nei pressi della fabbrica di Breguet, nel sito di quello che diventerà l'aerodromo di La Brayelle, a partire dal giugno 1908. Tali tentativi, solo raramente coronati da successo, essendo limitati a spostamenti di pochi metri, dimostrarono comunque la possibilità di generare un movimento orizzontale con rotori inclinati di una dozzina di gradi in avanti. Le prove terminarono il 19 settembre 1907, quando, dopo un volo di circa 20 metri, un atterraggio particolarmente duro in un campo di barbabietole danneggiò irreparabilmente il velivolo.

### Numero 2 bis
Breguet approfittò dell'inverno del 1908 per progettare e costruire un nuovo modello, che battezzò "n° 2 bis", utilizzando la parte anteriore della fusoliera del n° 2 così come il suo motore. Interamente realizzato con tubi di acciaio e alluminio, il modello 2 bis, così come il modello 2, era un velivolo a metà tra un aerogiro e un aeroplano, ma era comunque decisamente diverso dal modello che lo aveva preceduto. Dotato di due paia di ali doppie, poste una a poppa, dietro la cabina di pilotaggio, e una a prua, più avanti rispetto alla punta della fusoliera, il n° 2 bis aveva sempre due coppie di rotori, come il modello n° 2, che stavolta erano però posti al di fuori dei sopraccitati piani alari ed erano invece posti su due supporti che si prolungavano dalla base della fusoliera, quasi a formare una specie di bilanciere, e sorretti da cavi che li assicuravano agli altri piani alari. In questo nuovo modello, il diametro dei rotori fu diminuito a circa 4,50 metri, in modo da far aumentare la velocità di rotazione fino a circa 600 giri al minuto, mentre la loro inclinazione fu aumentata e portata a 40° rispetto al piano delle ali.
Il Breguet-Richet n° 2 bis fu tra i protagonisti dell'edizione del salone dell'aeronautica francese svoltosi nel dicembre dl 1908 al Grand Palais di Parigi. Quella rimase tuttavia l'unica uscita pubblica del velivolo che andò distrutto sotto le macerie del proprio hangar, abbattuto da una tempesta.
Dopo tale evento, Breguet abbandonò le proprie ricerche sugli aerogiri, che si erano rivelati troppo complessi e costosi da costruire, e preferì dedicare i propri sforzi agli aeroplani. Il professor Richet, dal canto suo, tornò a dedicarsi alla medicina. 
Nel periodo tra le due guerre, Breguet riprese in realtà il suo lavoro sugli aerogiri, riuscendo a produrre un vero elicottero, il Breguet Giroplane Laboratoire.